# Epilobophora venipicta
Epilobophora venipicta là một loài bướm đêm trong họ Geometridae.